# Абдуалієв Алішер Хабібуллаєвич
Абдуалієв Алішер Хабібуллаєвич (20 травня 1965, Ташкент) — узбецький дипломат. Надзвичайний і Повноважний Посол Республіки Узбекистан в Україні

## Біографія
Народився 20 травня 1965 року в місті Ташкент. У 1989 році закінчив Ташкентський державний університет та у 2005 році Національний університет ім. М.Улугбека, юридичний факультет.
У 1989—1992 рр. — стажист-дослідник, аспірант, викладач кафедри політичної економії Ташкентського державного університету
У 1992—1993 рр. — Провідний, головний спеціаліст відділу контролю за виконанням міжнародних договорів і угод Головного управління аналізу та перспектив розвитку зовнішньоекономічних зв'язків Міністерства зовнішніх економічних зв'язків (МЗЕЗ)
У 1993—1995 рр. — Головний спеціаліст відділу зовнішньоекономічного співробітництва з країнами Європи Головного управління аналізу та перспектив розвитку ВЕС МЗЕЗ
У 1995—2001 рр. — Головний спеціаліст відділу по координації зовнішньоекономічної діяльності та розвитку зовнішньої торгівлі Департаменту з координації зовнішньоекономічної діяльності Кабінету Міністрів Республіки Узбекистан
У 2001—2004 рр. — Головний спеціаліст групи з питань розширення експортного потенціалу та імпортозаміщення Департаменту зовнішньоекономічних зв'язків та іноземних інвестицій Кабінету Міністрів Республіки Узбекистан
У 2004—2005 рр. — Провідний спеціаліст Інформаційно — аналітичного департаменту з питань зовнішніх зв'язків Кабінету Міністрів Республіки Узбекистан
У 2006—2008 рр. — Головний спеціаліст з питань розвитку зовнішньоекономічних зв'язків і міжнародного фінансового співробітництва Зведеного Інформаційно-аналітичного департаменту з питань економіки та зовнішньоекономічних зв'язків Кабінету Міністрів Республіки Узбекистан
У 2008—2012 рр. — Завідувач відділом експертизи та моніторингу реалізації міжнародних договорів Управління правової експертизи і міжнародних договорів Кабінету Міністрів Узбекистану.
З вересня 2012 року по 2019 — Надзвичайний і Повноважний Посол Республіки Узбекистан в Києві.
З 2019 року працює у Міністерстві закордонних справ Узбекистану.